# 健康ゾンビ
健康ゾンビ（けんこうゾンビ）は、日本のお笑いコンビ。吉本興業所属。

## メンバー
プッチンあつこ（1992年12月28日 - ）（32歳）
ボケ担当。
本名、渥美 晃平（あつみ こうへい）。静岡県熱海市出身。熱海高校、関東学院大学法学部卒業。身長187 cm、体重82 kg。血液型はO型。
趣味はSHOWROOM配信、食べ歩き、Twitter、自己啓発本を読む。特技は手首を1周させる、肘を逆に曲げる、Twitterを使ってファン化。
幼少期から虚弱体質で、難病のマルファン症候群と診断され2021年まで7回手術を受けた。
地元の熱海市中央町では定食店「とりかつ屋 あつこ」を経営している。実父は近所でラーメン屋を切り盛りし、祖父は帝国ホテルにてシェフとして働いていた経歴を持つ。
2019年の吉本若手No.1ブサイク芸人で1位を獲り、本戦では44位だった。

まのまんが（1994年4月24日 - ）（31歳）
ツッコミ担当。
富山県富山市出身。身長176 cm、体重115 kg。血液型はA型。
趣味はスタンプラリー、漫画を描く、Netflix。特技は早食い、漫画を描く、似顔絵を描く。
芸人の傍ら漫画家としても活動し、ペンネーム「まのゆうすけ虫」として第93回赤塚賞佳作を受賞した。

## 来歴
プッチンあつこは先述の通り、難病に罹って小学4年時に医者から「いつ死ぬか分からない」と言われ、「そこから好きなことしかやらないと決めた」ということで芸人の道を進む。大学卒業後に身体が弱かったことから一旦お笑いは諦め、放送作家を目指そうとYCC（よしもとクリエティブカレッジ）へ入学していたがやっぱり好きなことをやりたくなり、NSCに編入したという。芸名の由来は熱海のキャラクター・あつおに対抗し、自身の名前の頭文字を取って名付けた。

## 芸風
主に漫才で、プッチンあつこのブサイクキャラを前面に出したネタが多い。

## 出演
- バナナサンド（TBSテレビ）[8]
- モヤモヤさまぁ〜ず2（テレビ東京） - プッチンあつこのみ[4]
- 復活!ウチのガヤがすみません!2時間スペシャル（2023年8月1日、日本テレビ）